# Littoridina angustiarum
Littoridina angustiarum is een slakkensoort uit de familie van de Cochliopidae. De wetenschappelijke naam van de soort is voor het eerst geldig gepubliceerd in 1915 door Preston.